# Sonámbulos
Sonámbulos és una pel·lícula dramàtica espanyola del 1978 escrita i dirigida per Manuel Gutiérrez Aragón, la seva tercera pel·lícula després d' Habla, mudita i Camada negra. Fou protagonitzada per Ana Belén, que per primer cop rodava amb aquest director. En la pel·lícula posa en escena la comunicació ideològica entre dues persones davant de la seva posició personal com a exemple del difícil despertar durant la transició espanyola després de la dictadura franquista i També representa una reflexió sobre la militància política i la tensió que es crea entre el compromís i la obediència al partit i la llibertat individual.

## Sinopsi
L'acció transcorre a finals de l'any 1970, en ple procés de Burgos. Ana treballa en el Comitè per l'alliberament d'uns presos polítics acusats de terrorisme i pateix un desmai. El seu oncle Norman, antic metge a qui van retirar la llicència per contraban de medicaments, li ofereix un remei que pot ajudar a la seva malaltia cerebral, però li adverteix que pot tenir conseqüències: produeix tal desinhibició que el pacient se situa més enllà del mal i del bé, de l'ètica i de les conviccions. Així Ana assumeix una doble personalitat, princesa imaginària i revolucionària real.

## Repartiment
- Ana Belén	...	Ana Cuesta
- Norman Briski	...	Norman
- María Rosa Salgado	...	María Rosa Gala
- Lola Gaos	...	Fátima
- Javier Delgado	...	Javier, fill d'Ana
- Laly Soldevila	...	Laly Soldevila
- Enriqueta Carballeira	...	Actriu
- Julia Peña	...	(veu)
- Eduardo MacGregor	...	Metge
- José Manuel Cervino	...	Pepe
- Félix Rotaeta	...	Félix
- Ricardo Franco	...	Javier
- José Luis Borau	...	Director de la biblioteca

## Premis
Manuel Gutiérrez Aragón va guanyar la Conquilla de Plata al millor director al Festival Internacional de Cinema de Sant Sebastià 1978. la pel·lícula fou escollida com a candidata espanyola a l'Oscar a la millor pel·lícula de parla no anglesa als premis Oscar de 1979, però finalment no fou nominada.